# Michael Fawcett
Michael Fawcett var tidigare betjänt hos Charles, prins av Wales, men blev senare konsult i olika kungliga projekt. Han lämnade jobbet hos prins Charles i mars 2003, sedan Sir Michael Peat avslöjat misskötsel av Clarence House.